# Amand Pelz

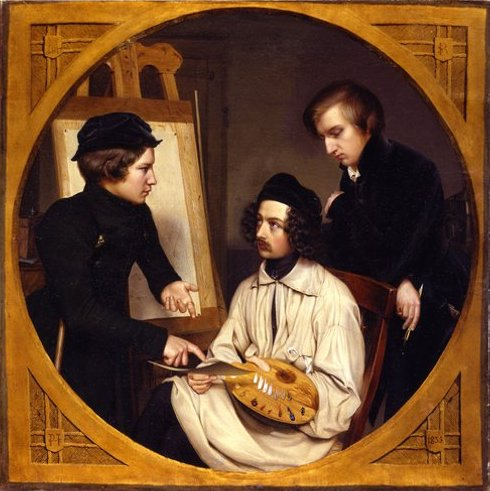
Drei schlesische Maler, 1835, Alte Nationalgalerie: Philipp Hoyoll (links), Raphael Schall (Mitte) und Amand Pelz (rechts) auf einem gemeinsam gemalten Freundschaftsbildnis

Amand Joseph Pelz, auch Amandus Peltz (* 11. September 1812 in Alt-Weistritz, Landkreis Habelschwerdt, Grafschaft Glatz; † 14. Mai 1841 in Düsseldorf), war ein deutscher Porträt- und Landschaftsmaler der Düsseldorfer Schule.

## Leben
Pelz wurde als Sohn des Freigärtners und Leinwandbleichers Anton Pelz geboren. Nach dem Besuch der Elementar- und Stadtschule in Habelschwerdt ging er 1826 bis 1830 auf das Königliche Katholische Gymnasium in Glatz. Bereits früh zeigte er Talent zum Zeichnen. 1830 bis 1831 besuchte Pelz in der Königlichen Kunstschule zu Breslau das Atelier von Johann Heinrich Christoph König, wo er sich mit Raphael Schall und Philipp Hoyoll anfreundete. Bis zu seinem Tod im Jahre 1841 blieben die drei Freunde zusammen. Erste Ausstellungen von Zeichnungen brachten dem damals 19-Jährigen beste Kritiken ein. Im Frühjahr 1833 wechselten Pelz, Schall und Hoyoll an die Königliche Akademie der Künste in Berlin, wo damals der mit Schall befreundete Adolph Menzel studierte. Im gleichen Jahr folgte Pelz einer Einladung des ihm mäzenatisch gesinnten Fürsten Wilhelm Malte von Putbus auf sein Schloss auf Rügen. Bei einem maritimen Reiseausflug zur Besichtigung der Insel und seiner Küstenlandschaften kenterte das Schiff, dabei entging Pelz dem Tode durch Ertrinken nur knapp. 1834 wechselte das Malertrio an die Kunstakademie Düsseldorf, wo es in der Klasse des Historien- und Porträtmalers Karl Ferdinand Sohn gemeinsam unterrichtet wurde. 1835 porträtierten sich die drei Maler gegenseitig in dem Freundschafts- und Atelierbild Drei schlesische Maler. Ein zerbrochener Wappenschild im Monogramm von Pelz (oben links im Bild) könnte dort bereits darauf hinweisen, dass er lebensgefährlich an der Schwindsucht, der er im Mai 1841 erliegen sollte, erkrankt war. 1836 besuchte Pelz noch einmal seine Eltern in Schlesien, die er ebenso porträtierte wie seinen hochverehrten Seelsorger, den Großdechanten Joseph Knauer. 1837 kehrte er nach Düsseldorf zurück, wo er das Studium 1839 abschloss, nachdem er ab 1836 bei Johann Wilhelm Schirmer die Landschaftsmalerei vertieft hatte. Die für den Herbst 1841 geplante Rückkehr in die schlesische Heimat und eine anschließende Studienreise nach Italien vereitelte sein früher Tod.

## Werke (Auswahl)
- Zusammen mit Philipp Hoyoll und Raphael Schall: Drei schlesische Maler. Freundschaft- und Atelierbild von Philipp Hoyoll (links vor der Staffelei, gemalt von Schall), Amand Pelz (in der Mitte mit Malerkittel und Palette, gemalt von Hoyoll) und Raphael Schall (rechts mit Zeichenstift, gemalt von Pelz), 1835, Nationalgalerie Berlin[2][3]
- Selbstbildnis mit dem Freund Raphael Schall, Bleistiftzeichnung[4]
- Winterlandschaft
- Wanderer am Wasserfall in Felslandschaft
- Porträt des Großdechanten und Prälaten Dr. Joseph Knauer zu Habelschwerdt, 1836
- Porträt der Eltern, 1837